# Lixil Group
Die K.K. LIXIL Group (jap. 株式会社LIXILグループ, Kabushiki kaisha Lixil Gurūpu, engl. LIXIL Group Corporation) ist die Holdinggesellschaft eines international tätigen japanischen Baustoffkonzerns mit Sitz in Tokio. Sie verwaltet 232 Tochterunternehmen, u. a. die K.K. LIXIL.

## Struktur
Die Aktivitäten der Gruppe unterteilen sich in drei Geschäftsbereiche:
- Baumaterialien
  - K.K. LIXIL (株式会社LIXIL; engl. LIXIL Corporation)
Gegründet: 2001, Umsatz: ¥881 Mrd. (≈6,6 Mrd. Euro), 14.492 Mitarbeiter (Stand März 2013)
Tochterunternehmen (u. a.): PERMASTEELISA Group (Italien) mit einem Umsatz von ¥141 Mrd. (≈1,1 Mrd. Euro) und 6.297 Mitarbeitern (Stand März 2013). Hierzu gehört in Deutschland die 1868 gegründete Josef Gartner GmbH in Gundelfingen.
  - K.K. Kawashima Orimono Selkon (株式会社川島織物セルコン; engl. Kawashima Selkon Textiles Co., Ltd.)
Gegründet: 1843, Umsatz: ¥32 Mrd. (≈241 Mio. Euro), 840 Mitarbeiter (Stand März 2013)
  - Hivic K.K. (ハイビック株式会社; engl. HIVIC Co., Ltd.)
Gegründet: 1967, Umsatz: ¥21 Mrd. (≈155 Mio. Euro), 366 Mitarbeiter (Stand März 2013)
- Vertrieb und Einzelhandel
  - K.K. LIXIL Viva (株式会社LIXILビバ; engl. LIXIL VIVA Corporation)
Gegründet: 1977, Umsatz: ¥155 Mrd. (≈1,1 Mrd. Euro), 1.274 Mitarbeiter (Stand März 2013)
- Immobilien und Services
  - K.K. LIXIL Jūtaku Kenkyūjo (株式会社LIXIL住宅研究所; engl. LIXIL Housing Research Institute, Ltd.)
  - K.K. Nihon Jūtaku Hoshō Kensa Kikō (株式会社日本住宅保証検査機構, engl. JIO Corporation)
  - K.K. LIXIL Realty (株式会社LIXILリアルティ; engl. LIXIL Realty, Corporation)
  - K.K. Classis (株式会社クラシス; engl. CLASSIS Corporation)

## Geschichte
Die Holding wurde im Jahr 2012 umbenannt von JS Group Corporation in Lixil Group Corporation, um den Bezug zu den bekannteren Töchtern herauszustellen.
Im September 2013 wurde die geplante Übernahme des deutschen Konkurrenten Grohe bekannt gegeben. Die Übernahme wurde 2015 vollzogen.

## Stiftung
Die LIXIL JS Foundation sponsert jährlich einen Architekturwettbewerb an Universitäten (LIXIL International University Competition) zur Förderung nachhaltiger Gebäudetechnik. Der studentische Architekturpreis ist insgesamt mit 21.000 $ dotiert. Alle Häuser befinden sich in Taiki, Hokkaidō.
|      | Titel          | Universität                                  | Architekt                                                             | Studenten | Bauleitung                                            | Statiker              | Generalunternehmer             | Fotografie |
| ---- | -------------- | -------------------------------------------- | --------------------------------------------------------------------- | --- | ----------------------------------------------------- | --------------------- | ------------------------------ | ---------- |
| 2017 |                | The Universita Indonesia                     | Mikhael Johanes                                                       | Lissa Christie, Lopez Surya, Nadia Amira, Kevin Romario |                                                       |                       |                                |            |
| 2016 | Infinite Field | Royal Danish Academy of Fine Arts            | Anders Brix                                                           | Kazumasa Takada, Bas Spaanderman, Scarlett Emma Hessian, Jesse Thomas, Benjamin Hock Yuu Tan, Konstantinos Fetsis                                                      | Kengo Kuma and Associates                             | Oak Structural Design | Takahashi Construction Company |            |
| 2015 | Inverted House | Oslo School of Architecture and Design       | Raphael Zuber, Neven Fuchs, Thomas McQuillan                          | Laura Cristea, Mari Hellum, Stefan Hurrell, Niklas Lenander | Kengo Kuma and Associates und Laura Cristea           | Oak Structural Design |                                |            |
| 2014 | Nest We Grow   | University of California                     |                                                                       | Hsiu-Wei Chang, Fanzheng Dong, Hsin-Yu Chen, Yan Xin Huang, Baxter Smith, Max Edwards                                                                                  | Kengo Kuma and Associates                             |                       |                                |            |
| 2013 | Horizon House  | Harvard University Graduate School of Design | Mark Mulligan, Thomas Sherman, Ana Garcia Puyol, Carlos Cerezo Davila | Carlos Cerezo Davila, Matthew Conway, Robert Daurio, Ana Garcia Puyol, Mariano Gomez Luque, Natsuma Imai, Takuya Iwamura, and Thomas Sherman                           | Kengo Kuma and Associates                             |                       |                                |            |
| 2012 | Même           |                                              |                                                                       | |                                                       |                       |                                |            |
| 2011 | barn house     | Keio University Japan                        | Saikawa Takumi, Sano Satoshi, Eureka Architects und Co+Labo           | Millica Muminović, Hashida Wataru, Shinohara Masato, Kato Yoshiaki, Sasamura Yoshihiro mit Darko und Vuk Radović, Komatsu Katsuhito, Kobayashi Kosuke, Kanemaru Mayumi | Kengo Kuma Architecture Associates, Komatsu Katsuhito |                       |                                |            |

Quellen: 